# Liste der denkmalgeschützten Objekte in Františkovy Lázně
Grundlage dieser Liste der denkmalgeschützten Objekte in Františkovy Lázně ist die ÚSKP-Liste (Ústřední seznam kulturních památek České republiky, deutsch Zentrale Liste der Kulturdenkmäler der Tschechischen Republik), die von der tschechischen Denkmalschutzbehörde NPÚ (Národní památkový ústav, deutsch Nationale Denkmalbehörde) seit 1987 geführt wird und an die seit dem Jahr 1850 geschaffenen Listen anschließt.

## Františkovy Lázně(Franzensbad)
| Lage                                                                                        | Objekt                                                  | Beschreibung | ÚSKP-Nr.                  | Bild              |
| ------------------------------------------------------------------------------------------- | ------------------------------------------------------- | --- | ------------------------- | ----------------- |
| Františkovy Lázně, náměstí Míru (Standort)                                                  | Franzl-Statue                                           | Statuette des Franzl mit einem Fisch auf einer Kugel (1923) | 18314/4-4671 Info Katalog | weitere Bilder    |
| Františkovy Lázně, náměstí Míru (Standort)                                                  | Pavillon Franzensquelle (Pavilón Františkova pramene)   | Pavillon Franzensquelle | 19370/4-4570 Info Katalog | weitere Bilder    |
| Františkovy Lázně, náměstí Míru (Standort)                                                  | Musik-Pavillon (Lázeňský hudební pavilón)               | Musik-Pavillon | 15108/4-4675 Info Katalog | weitere Bilder    |
| Františkovy Lázně, náměstí Míru 379/1 (Standort)                                            | Kolonnade mit Gebäude der Kohlensäuregasquelle          | Kolonnade mit Gebäude des Kohlensäure-Gasbades | 35997/4-4589 Info Katalog | weitere Bilder    |
| Františkovy Lázně, Národní 9/1, Ruská (Standort)                                            | Haus Nr. 9                                              | Pensionshaus | 36854/4-4579 Info Katalog | weitere Bilder    |
| Františkovy Lázně, Národní 8/2 (Standort)                                                   | Haus Beseda                                             | Haus Beseda | 22187/4-4578 Info Katalog | weitere Bilder    |
| Františkovy Lázně, Národní 10/3 (Standort)                                                  | Haus Nr. 10                                             | Bürgerhaus | 25045/4-4580 Info Katalog | Haus Nr. 10       |
| Františkovy Lázně, Národní 7/4 (Standort)                                                   | Haus Sevastopol                                         | Haus Sevastopol | 23176/4-4577 Info Katalog | weitere Bilder    |
| Františkovy Lázně, Národní 11/5 (Standort)                                                  | Haus Nr. 11                                             | Bürgerhaus | 17899/4-4655 Info Katalog | weitere Bilder    |
| Františkovy Lázně, Národní 6 (Standort)                                                     | Hotel Slovan                                            | Hotel Slovan (zwischen Nr. 4 und 6) | 46501/4-4654 Info Katalog | weitere Bilder    |
| Františkovy Lázně, Národní 5/6 (Standort)                                                   | Hotel Slovan                                            | Hotel Slovan | 40063/4-4593 Info Katalog | weitere Bilder    |
| Františkovy Lázně, Národní 4/8 (Standort)                                                   | Haus Nr. 4                                              | Bürgerhaus | 26914/4-4576 Info Katalog | weitere Bilder    |
| Františkovy Lázně, Národní 12/9 (Standort)                                                  | Haus Květen (Pošta)                                     | Haus Květen (Pošta) | 23321/4-4594 Info Katalog | weitere Bilder    |
| Františkovy Lázně, Národní 3/10 (Standort)                                                  | Hotel Drei Lilien                                       | Hotel Drei Lilien | 46756/4-4575 Info Katalog | weitere Bilder    |
| Františkovy Lázně, Národní 13/11 (Standort)                                                 | Haus Máj                                                | Haus Máj | 21964/4-4595 Info Katalog | weitere Bilder    |
| Františkovy Lázně, Národní 1/12 (Standort)                                                  | Gesellschaftshaus                                       | Gesellschaftshaus | 18461/4-4574 Info Katalog | weitere Bilder    |
| Františkovy Lázně, Národní 376/13 (Standort)                                                | Kino                                                    | Stadthaus – Kino | 45907/4-4588 Info Katalog | Kino              |
| Františkovy Lázně, Národní 14/13a, Jiráskova (Standort)                                     | Haus Luna (Moravia)                                     | Haus Luna (Moravia) | 47211/4-4581 Info Katalog | weitere Bilder    |
| Františkovy Lázně, Národní 16/19 (Standort)                                                 | Bäderklinik                                             | Krankenhaus – Bäderklinik | 31425/4-4590 Info Katalog | weitere Bilder    |
| Františkovy Lázně, Máchova 129/3 (Standort)                                                 | Haus Sevilla                                            | Haus Sevilla | 25448/4-4646 Info Katalog | Haus Sevilla      |
| Františkovy Lázně, Máchova 246/6 (Standort)                                                 | Luisenbad Lázně I.                                      | Luisenbad Lázně I. | 33405/4-4585 Info Katalog | weitere Bilder    |
| Františkovy Lázně, Jiráskova 24/1 (Standort)                                                | Haus Střela                                             | Haus Střela | 46391/4-4598 Info Katalog | Haus Střela       |
| Františkovy Lázně, Jiráskova 21/7 (Standort)                                                | Haus Otava                                              | Haus Otava | 23013/4-4597 Info Katalog | weitere Bilder    |
| Františkovy Lázně, Jiráskova 48/10 (Standort)                                               | Haus Paříž                                              | Haus Paříž | 21350/4-4609 Info Katalog | weitere Bilder    |
| Františkovy Lázně, Jiráskova 174/11 (Standort)                                              | Haus Nr. 174                                            | Bürgerhaus | 23183/4-4664 Info Katalog | weitere Bilder    |
| Františkovy Lázně, Jiráskova 19/13 (Standort)                                               | Haus Nr. 19                                             | Bürgerhaus | 24593/4-4658 Info Katalog | weitere Bilder    |
| Františkovy Lázně, Jiráskova 159/15 (Standort)                                              | Haus Nr. 159                                            | Bürgerhaus | 36857/4-4663 Info Katalog | Haus Nr. 159      |
| Františkovy Lázně, Jiráskova 18/17 (Standort)                                               | Haus Nr. 18                                             | Bürgerhaus | 15322/4-4657 Info Katalog | weitere Bilder    |
| Františkovy Lázně, Jiráskova 17/21 (Standort)                                               | Haus Coventry                                           | Haus Coventry | 27189/4-4596 Info Katalog | weitere Bilder    |
| Františkovy Lázně, Boženy Němcové 153/6 (Standort)                                          | Haus Minsk                                              | Haus Minsk | 38079/4-4649 Info Katalog | weitere Bilder    |
| Františkovy Lázně, Boženy Němcové 29/9 (Standort)                                           | Haus Berounka                                           | Haus Berounka | 24636/4-4601 Info Katalog | Haus Berounka     |
| Františkovy Lázně, Boženy Němcové 228/10 (Standort)                                         | Haus Nr. 228                                            | Stadthaus | 36612/4-4652 Info Katalog | weitere Bilder    |
| Františkovy Lázně, Boženy Němcové 30/11 (Standort)                                          | Haus Nr. 30                                             | Stadthaus | 36994/4-4602 Info Katalog | weitere Bilder    |
| Františkovy Lázně, Boženy Němcové 59/12 (Standort)                                          | Haus Ploučnice                                          | Haus Ploučnice | 21858/4-4616 Info Katalog | weitere Bilder    |
| Františkovy Lázně, Boženy Němcové 227/13 (Standort)                                         | Haus Volyňka                                            | Haus Volyňka | 26394/4-4651 Info Katalog | weitere Bilder    |
| Františkovy Lázně, Boženy Němcové 34/19 (Standort)                                          | Haus Nr. 34                                             | Stadthaus | 23774/4-4603 Info Katalog | weitere Bilder    |
| Františkovy Lázně, Boženy Němcové 116/21 (Standort)                                         | Haus Belvedere                                          | Haus Belvedere | 29615/4-4638 Info Katalog | weitere Bilder    |
| Františkovy Lázně, Dr. Pohoreckého 151/3 (Standort)                                         | Kurhotel Imperial                                       | Haus Imperiál | 26001/4-4662 Info Katalog | weitere Bilder    |
| Františkovy Lázně, Dr. Pohoreckého 88/4 (Standort)                                          | Haus Nr. 88                                             | Stadthaus | 32608/4-4625 Info Katalog | weitere Bilder    |
| Františkovy Lázně, Dr. Pohoreckého 58/6 (Standort)                                          | Haus Lípa                                               | Haus Lípa | 34349/4-4615 Info Katalog | Haus Lípa         |
| Františkovy Lázně, Dr. Pohoreckého 117/8 (Standort)                                         | Haus Nr. 117                                            | Stadthaus | 20398/4-4639 Info Katalog | weitere Bilder    |
| Františkovy Lázně, Dr. Pohoreckého 56/12 (Standort)                                         | Haus Radbuza und Popelka                                | Haus Radbuza und Popelka | 20740/4-4614 Info Katalog | weitere Bilder    |
| Františkovy Lázně, Dr. Pohoreckého 55/14 (Standort)                                         | Haus Váh                                                | Haus Váh | 46114/4-4613 Info Katalog | weitere Bilder    |
| Františkovy Lázně, Dr. Pohoreckého 53/18 (Standort)                                         | Haus Nežárka                                            | Haus Nežárka (jetzt Haus Dr. Adler) | 31927/4-4612 Info Katalog | weitere Bilder    |
| Františkovy Lázně, Dr. Pohoreckého 52/20 (Standort)                                         | Haus Úpa                                                | Haus Úpa | 37889/4-4583 Info Katalog | weitere Bilder    |
| Františkovy Lázně, Dr. Pohoreckého 51/22 (Standort)                                         | Haus Belvedere (Purkyně)                                | Haus Belvedere (Purkyně) | 37042/4-4611 Info Katalog | weitere Bilder    |
| Františkovy Lázně, Ruská 232 (Standort)                                                     | Kreuzerhöhungskirche                                    | Kreuzerhöhungskirche | 15899/4-4573 Info Katalog | weitere Bilder    |
| Františkovy Lázně, Ruská 107/5 (Standort)                                                   | Pfarrhaus                                               | Pfarrhaus der Kreuzerhöhungskirche | 25734/4-4632 Info Katalog | weitere Bilder    |
| Františkovy Lázně, Ruská 64/9 (Standort)                                                    | Haus Esplanade                                          | Haus Esplanade | 41848/4-4617 Info Katalog | weitere Bilder    |
| Františkovy Lázně, Ruská 65/11 (Standort)                                                   | Haus Oděsa                                              | Haus Oděsa | 20608/4-4618 Info Katalog | weitere Bilder    |
| Františkovy Lázně, Ruská 26/10 (Standort)                                                   | Haus ČKD Praha / ČKD Sokolovo Nr. 26                    | Haus ČKD Praha (ČKD Sokolovo) | 36198/4-4599 Info Katalog | BW                |
| Františkovy Lázně, Ruská 27/12 (Standort)                                                   | Haus ČKD Praha / ČKD Sokolovo Nr. 27                    | Haus ČKD Praha (ČKD Sokolovo) | 40455/4-4600 Info Katalog | BW                |
| Františkovy Lázně, Ruská 49/14 (Standort)                                                   | Haus ČKD Praha / ČKD Sokolovo Nr. 49                    | Haus ČKD Praha (ČKD Sokolovo) | 41623/4-4610 Info Katalog | BW                |
| Františkovy Lázně, Ruská 67/15 (Standort)                                                   | Haus Rubeška                                            | Haus Rubeška | 28385/4-4619 Info Katalog | weitere Bilder    |
| Františkovy Lázně, Ruská 102/16 (Standort)                                                  | Theater Božena Němcová                                  | Stadttheater Božena Němcová | 22735/4-4660 Info Katalog | weitere Bilder    |
| Františkovy Lázně, Ruská 69/19 (Standort)                                                   | Haus Jesenius                                           | Haus Jesenius | 28934/4-4620 Info Katalog | Haus Jesenius     |
| Františkovy Lázně, Ruská 72/23 (Standort)                                                   | Haus Windsor                                            | Haus Windsor | 21249/4-4584 Info Katalog | weitere Bilder    |
| Františkovy Lázně, Sady Bedřicha Smetany, st. 85 (Standort)                                 | Pavillon der Salzquelle und Wiesenquelle                | Pavillon der Salzquelle und Wiesenquelle | 37846/4-4572 Info Katalog | weitere Bilder    |
| Františkovy Lázně, sady Bedřicha Smetany 77 (Standort)                                      | Torfbad Lázně III.                                      | Stadtbad Lázně III. | 44703/4-4587 Info Katalog | weitere Bilder    |
| Františkovy Lázně, Sady Bedřicha Smetany (Standort)                                         | Pavillon der Glauberquelle                              | Pavillon der Glauberquelle | 23076/4-4591 Info Katalog | weitere Bilder    |
| Františkovy Lázně, sady Bedřicha Smetany (Standort)                                         | Konzertpavillon František Palacký                       | Konzertpavillon František Palacký | 36315/4-4674 Info Katalog | weitere Bilder    |
| Františkovy Lázně, sady Bedřicha Smetany (Standort)                                         | Denkmal J. W. Goethe                                    | Denkmal J. W. Goethe | 33423/4-4668 Info Katalog | weitere Bilder    |
| Františkovy Lázně, sady Bedřicha Smetany (Standort)                                         | Denkmal Božena Němcová                                  | Denkmal Božena Němcová | 41875/4-4666 Info Katalog | weitere Bilder    |
| Františkovy Lázně, sady Bedřicha Smetany (Standort)                                         | Denkmal Kaiser Franz I.                                 | Denkmal des Kaisers Franz I. (1768–1835) des Hl. Römischen Reichs bis 1806 | 33624/4-4669 Info Katalog | weitere Bilder    |
| Františkovy Lázně, sady Bedřicha Smetany (Standort)                                         | Büste Dr. B. Adler                                      | Büste des Kurbad-Gründers Dr. B. Adler | 16752/4-4673 Info Katalog | weitere Bilder    |
| Františkovy Lázně, Isabelina promenáda, sady Bedřicha Smetany (Standort)                    | Sammlung allegorischer Statuen und Vasen                | Sammlung allegorischer Statuen und Vasen | 31545/4-4670 Info Katalog | weitere Bilder    |
| Františkovy Lázně, Máchova, Dvořákovy sady (Standort)                                       | Pavillon der Luisenquelle                               | Pavillon der Luisenquelle | 18503/4-4571 Info Katalog | weitere Bilder    |
| Františkovy Lázně, Dvořákovy sady (Standort)                                                | Denkmal des Kurbad-Gründers                             | Denkmal des Kurbad-Gründers | 24987/4-4667 Info Katalog | weitere Bilder    |
| Františkovy Lázně, 5. května (Standort)                                                     | Kapelle des Heiligsten Herzen Jesu und des hl. Antonius | Kapelle des Heiligsten Herzen Jesu und des hl. Antonius, im Park, an der Kreuzung der Straßen Ruská und 5. května, errichtet 1851 im historistischen Stil im Smetana-Park. In der Nische steht eine Marienstatue. | 19121/4-4672 Info Katalog | weitere Bilder    |
| Františkovy Lázně, 5. května 76/1 (Standort)                                                | Haus Elektra                                            | Haus Elektra | 14980/4-4621 Info Katalog | Haus Elektra      |
| Františkovy Lázně, 5. května 86/3 (Standort)                                                | Haus Romano                                             | Haus Romano | 27703/4-4624 Info Katalog | Haus Romano       |
| Františkovy Lázně, 5. května 128/7 (Standort)                                               | Haus Isis                                               | Haus Isis | 23366/4-4645 Info Katalog | weitere Bilder    |
| Františkovy Lázně, 5. května 118/11 (Standort)                                              | Haus Charita                                            | Haus Charita | 22786/4-4640 Info Katalog | Haus Charita      |
| Františkovy Lázně, 5. května 111/13 (Standort)                                              | Haus Nr. 111                                            | Stadthaus | 28092/4-4634 Info Katalog | Haus Nr. 111      |
| Františkovy Lázně, 5. května 382 (Standort)                                                 | Wasserspeier                                            | Badehaus – Wasserspeier | 46574/4-4656 Info Katalog | weitere Bilder    |
| Františkovy Lázně, 5. května 154 (Standort)                                                 | Kaiserbad Lázně II.                                     | Kaiserbad Lázně II. | 18849/4-4586 Info Katalog | weitere Bilder    |
| Františkovy Lázně, Kollárova 160/1 (Standort)                                               | Erweiterung des Ballsaals                               | Erweiterung des Ballsaals im Haus Nr. 160 | 37472/4-4650 Info Katalog | weitere Bilder    |
| Františkovy Lázně, Kollárova 92/3 (Standort)                                                | Haus Nr. 92                                             | Stadthaus | 21483/4-4628 Info Katalog | weitere Bilder    |
| Františkovy Lázně, Kollárova 119/5 (Standort)                                               | Haus Smolensk                                           | Haus Smolensk | 16973/4-4641 Info Katalog | weitere Bilder    |
| Františkovy Lázně, Kollárova 180/7 (Standort)                                               | Villa Kollárova 7                                       | Villa | 18791/4-4665 Info Katalog | weitere Bilder    |
| Františkovy Lázně, Kollárova 165/8 (Standort)                                               | Russ.-orthodoxe Kirche St. Olga                         | Russisch-orthodoxe Kirche St. Olga (1881–1889); Architekt: Gustav Wiedermann | 28817/4-4592 Info Katalog | weitere Bilder    |
| Františkovy Lázně, Nádražní 147/1 (Standort)                                                | Haus Nr. 147                                            | Bürgerhaus | 28055/4-4661 Info Katalog | weitere Bilder    |
| Františkovy Lázně, Nádražní 127/3 (Standort)                                                | Haus Fučík                                              | Haus Fučík | 29482/4-4644 Info Katalog | weitere Bilder    |
| Františkovy Lázně, Francouzská 103/9 (Standort)                                             | Haus Nr. 103                                            | Stadthaus, früher Haus Dukelská | 14756/4-4629 Info Katalog | weitere Bilder    |
| Františkovy Lázně, Francouzská 104/11 (Standort)                                            | Haus Poprad                                             | Haus Poprad, früher Haus Dukelská, neues Kurhaus Erika | 16865/4-4630 Info Katalog | weitere Bilder    |
| Františkovy Lázně, Francouzská 105/11a (Standort)                                           | Haus Poprad                                             | Haus Poprad, früher Haus Dukelská, neues Kurhaus Erika | 31331/4-4631 Info Katalog | weitere Bilder    |
| Františkovy Lázně, Francouzská 110/13 (Standort)                                            | Haus Förster                                            | Haus Förster, früher Haus Dukelská 110/12 | 45183/4-4633 Info Katalog | Haus Förster      |
| Františkovy Lázně, Francouzská 82/17 (Standort)                                             | Haus Sokolovo                                           | Haus Sokolovo | 20595/4-4622 Info Katalog | weitere Bilder    |
| Františkovy Lázně, Francouzská 83/19 (Standort)                                             | Haus Janáček                                            | Haus Janáček | 18918/4-4623 Info Katalog | weitere Bilder    |
| Františkovy Lázně, Francouzská 114/21 (Standort)                                            | Haus Křížkovský                                         | Haus Křížkovský | 46371/4-4636 Info Katalog | weitere Bilder    |
| Františkovy Lázně, Francouzská 136/23 (Standort)                                            | Haus Fibich                                             | Haus Fibich | 35455/4-4647 Info Katalog | weitere Bilder    |
| Františkovy Lázně, Francouzská 112/25 (Standort)                                            | Haus Nr. 112                                            | Stadthaus, früher Haus Dukelská | 46521/4-4635 Info Katalog | weitere Bilder    |
| Františkovy Lázně, Francouzská 120/27 (Standort)                                            | Haus Smetana                                            | Haus Smetana, früher Haus Dukelská | 35873/4-4642 Info Katalog | Haus Smetana      |
| Františkovy Lázně, Francouzská 115/29 (Standort)                                            | Haus Dvořák                                             | Haus Dvořák, früher Haus Dukelská | 33030/4-4637 Info Katalog | weitere Bilder    |
| Františkovy Lázně, Francouzská 137/31 (Standort)                                            | Haus Danajevskij                                        | Haus Danajevskij, früher Haus Dukelská | 13909/4-4648 Info Katalog | weitere Bilder    |
| Františkovy Lázně, Francouzská 90/33 (Standort)                                             | Haus Čajkovskij                                         | Haus Čajkovskij, früher Haus Dukelská | 22547/4-4626 Info Katalog | weitere Bilder    |
| Františkovy Lázně, Americká 45/1 (Standort)                                                 | Haus Luna (Družba)                                      | Haus Luna (Družba) | 19463/4-4607 Info Katalog | weitere Bilder    |
| Františkovy Lázně, Americká 46/3 (Standort)                                                 | Haus Zlatá hvězda                                       | Haus Zlatá hvězda | 14368/4-4608 Info Katalog | Haus Zlatá hvězda |
| Františkovy Lázně, Americká 47/5 (Standort)                                                 | Haus Sport                                              | Haus Sport (hotel Reza) | 14248/4-4582 Info Katalog | weitere Bilder    |
| Františkovy Lázně, Americká 91/7 (Standort)                                                 | Haus Heiliger Prokop                                    | Haus Heiliger Prokop, früher Haus Lenin | 46128/4-4627 Info Katalog | weitere Bilder    |
| Františkovy Lázně, Anglická 300/2 (Standort)                                                | Haus Nr. 300                                            | Stadthaus, früher Marx | 39450/4-4653 Info Katalog | weitere Bilder    |
| Františkovy Lázně, Anglická 41/5 (Standort)                                                 | Stadthaus – ehem. Rathaus                               | Stadthaus – ehem. Rathaus | 29481/4-4604 Info Katalog | weitere Bilder    |
| Františkovy Lázně, Anglická 42/9 (Standort)                                                 | Haus Bílý lev                                           | Haus Bílý lev | 25493/4-4605 Info Katalog | Haus Bílý lev     |
| Františkovy Lázně, Anglická 43/11 (Standort)                                                | Haus Nr. 43                                             | Stadthaus | 21793/4-4606 Info Katalog | Haus Nr. 43       |
| Františkovy Lázně, Anglická 164/12 (Standort)                                               | Evangelische Kirche St. Peter und Paul                  | Evangelische Kirche St. Peter und Paul | 100606 Info Katalog       | weitere Bilder    |
| Františkovy Lázně, Anglická 126/15 (Standort)                                               | Haus Nr. 126                                            | Stadthaus, früher Haus Marx | 34185/4-4643 Info Katalog | weitere Bilder    |
| Františkovy Lázně, Lázeňský park na východ od kolonády Lučního a Solného pramene (Standort) | Ebene unbefestigte Siedlung                             | Ebene unbefestigte Siedlung, archäologische Spuren | 37626/4-13 Info Katalog   | BW                |

## Dolní Lomany(Unterlohma)
| Lage                                                        | Objekt                                                      | Beschreibung                                                                       | ÚSKP-Nr.               | Bild |
| ----------------------------------------------------------- | ----------------------------------------------------------- | ---------------------------------------------------------------------------------- | ---------------------- | ---- |
| Dolní Lomany ()                                             | Ebene unbefestigte Siedlung                                 | Ebene unbefestigte Siedlung, archäologische Spuren                                 | 53021/4-7 Info Katalog |      |
| Františkovy Lázně, nordwestlich von Dolní Lomany (Standort) | Ebene unbefestigte Siedlung und Grabstätte Dolní Lomany II. | Ebene unbefestigte Siedlung und Grabstätte Dolní Lomany II., archäologische Spuren | 29819/4-6 Info Katalog | BW   |

## Horní Lomany(Oberlohma)
| Lage                                                                                    | Objekt                                                                 | Beschreibung                                                           | ÚSKP-Nr.                  | Bild           |
| --------------------------------------------------------------------------------------- | ---------------------------------------------------------------------- | ---------------------------------------------------------------------- | ------------------------- | -------------- |
| Horní Lomany, Americká (Standort)                                                       | Kirche des hl. Jakobus Horní Lomany                                    | Kirche des hl. Jakobus                                                 | 21282/4-9 Info Katalog    | weitere Bilder |
| Horní Lomany, Americká 2/59 ()                                                          | Bauernhaus Nr. 2                                                       | Bauerngehöft                                                           | 53220/4-10 Info Katalog   |                |
| Horní Lomany, Americká 7/53 (Standort)                                                  | Bauernhaus Nr. 7                                                       | Bauerngehöft                                                           | 41005/4-11 Info Katalog   | weitere Bilder |
| Horní Lomany, Americká 9/75 (Standort)                                                  | Bauernhaus Nr. 9                                                       | Bauerngehöft                                                           | 33072/4-4282 Info Katalog | weitere Bilder |
| Horní Lomany, západně od Žirovnic, mezi Mlýnským a Novým Žirovnickým potokem (Standort) | Ebene unbefestigte Siedlung und Hügelgrabstätte, archäologische Spuren | Ebene unbefestigte Siedlung und Hügelgrabstätte, archäologische Spuren | 30020/4-15 Info Katalog   | BW             |
| Horní Lomany ()                                                                         | Ebene unbefestigte Siedlung                                            | Ebene unbefestigte Siedlung, archäologische Spuren                     | 52912/4-8 Info Katalog    |                |

## Krapice(Kropitz)
| Lage                                                        | Objekt                      | Beschreibung                                       | ÚSKP-Nr.                | Bild |
| ----------------------------------------------------------- | --------------------------- | -------------------------------------------------- | ----------------------- | ---- |
| Krapice, na návrší asi 0,5 km jihozápadně od vsi (Standort) | Ebene unbefestigte Siedlung | Ebene unbefestigte Siedlung, archäologische Spuren | 21669/4-12 Info Katalog | BW   |

## Žírovice(Sirmitz)
| Lage                                                               | Objekt                                                              | Beschreibung | ÚSKP-Nr.                | Bild |
| ------------------------------------------------------------------ | ------------------------------------------------------------------- | --- | ----------------------- | ---- |
| Žírovice, östlich von Seníky, nordwestlich von Žírovice (Standort) | Urnenfeld von Žírovice – ebene unbefestigte Siedlung und Grabstätte | Ebene unbefestigte Siedlung und Grabstätte, archäologische Spuren. Grabstätte und Siedlung aus der Spätbronzezeit, Gräber mit Steinkreisen, Mauern und Öfen, das am intensivsten erforschte Bodendenkmal in der Region Karlsbad, hauptsächlich in der ersten Hälfte des 20. Jahrhunderts. | 46840/4-14 Info Katalog | BW   |